# Liste des communes de France sans monument aux morts
 (novembre 2013).
Si vous disposez d'ouvrages ou d'articles de référence ou si vous connaissez des sites web de qualité traitant du thème abordé ici, merci de compléter l'article en donnant les références utiles à sa vérifiabilité et en les liant à la section « Notes et références ».
Cet article recense certaines des communes de France sans monument aux morts . Cette liste est extraite du site MémorialGenWeb qui répertorie les monuments aux morts et les morts pour la France. Dans certains rares cas, cette absence est justifiée par le fait qu'aucune victime n'ait été à déplorer lors de la Première Guerre mondiale (on ne recense que douze communes n'ayant pas subi de pertes lors de la Grande guerre) et les conflits postérieurs. Dans les nombreux autres cas, s’il a existé des victimes, le monument n'a simplement pas été construit. Cette non-construction peut parfois résulter d'un manque de moyens ou d'une idéologie anti-militariste. Ainsi, certaines communes, notamment communistes et socialistes, furent réticentes ou refusèrent à l'époque de construire un monument aux morts.

## Liste

### Auvergne-Rhône-Alpes
- Cantal :
  - Escorailles (en 2008).
- Drôme :
  - Arnayon
  - La Bâtie-des-Fonds
  - Pommerol
  - Pradelle
  - Rochefourchat
  - Véronne
- Isère :
  - Chamrousse
  - Sarcenas
- Puy-de-Dôme :
  - Bergonne (en 2011).

### Bourgogne-Franche-Comté
- Côte-d'Or :
  - Asnières-lès-Dijon (à une date inconnue)
  - Charmes (en 2013)
  - Cuiserey (en 2013)
  - Prenois
- Doubs :
  - Ferrières-les-Bois (en 2012)
  - Montbéliardot, monument commun situé dans la commune voisine Le Luhier.
  - Narbief (en 2009) ne déplore aucune victime lors des conflits du XXe siècle[5]
  - Noirefontaine (en 2009)
  - Soulce-Cernay ne déplore aucune victime lors des conflits
  - Sourans (en 2009)
  - Urtière (en 2009)
- Jura :
  - Denezières (en 2012)
  - Grange-de-Vaivre (en 2012)
  - Les Planches-près-Arbois (en 2009)
  - Romange (en 2012)
  - Saint-Thiébaud (en 2012)
- Saône-et-Loire :
  - Burnand (en 2013)
- Yonne :
  - Fresnes (à une date inconnue)
- Territoire de Belfort :
  - Autrechêne (en 2009)
  - Courcelles (en 2008)

### Centre Val-de-Loire
- Eure-et-Loir

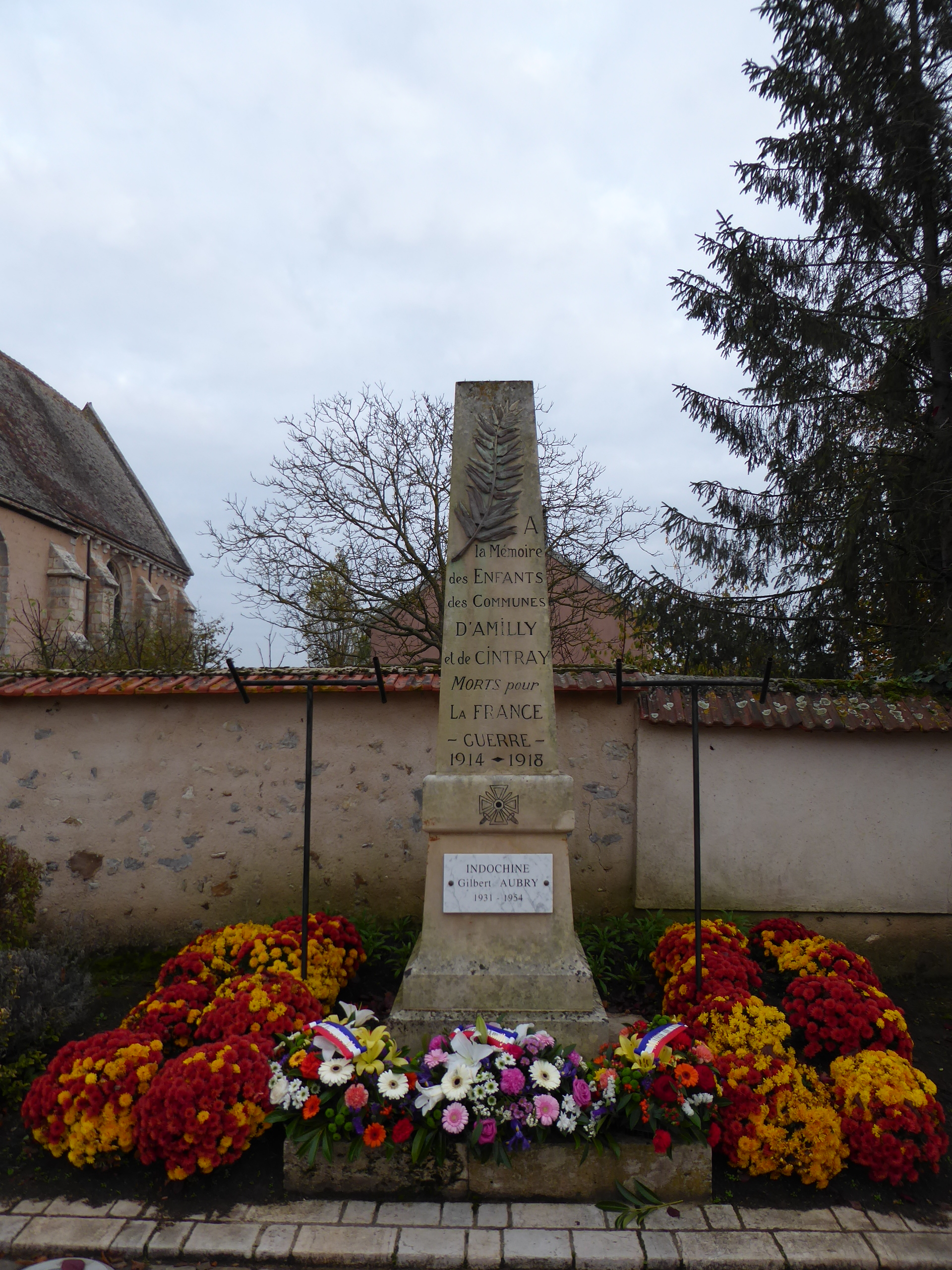
Monument aux morts d'Amilly-Cintray (Eure-et-Loir).

  - Fessanvilliers-Mattanvilliers (en 2007) ;
  - Cintray, monument commun situé dans la commune voisine Amilly.
- Loiret
  - Feins-en-Gâtinais (en 2013).

### Corse
- Haute-Corse :
  - Alzi (en 2011)
  - Chisa (en 2008)
- Corse du sud :
  - Cognocoli-Monticchi

### Grand-Est
- Ardennes :
  - Chappes (à une date inconnue)[réf. à confirmer]
  - Exermont (en 2007)
  - Le Mont-Dieu (en 2010)
  - Maisoncelle-et-Villers (à une date inconnue)
  - Poilcourt-Sydney (en 2023)
- Aube :
  - Les Granges (en 2011)
  - Verricourt (à une date inconnue)
  - Villeret (à une date inconnue)
  - Pars-lès-Chavanges
- Haute-Marne :
  - Chanoy (à une date inconnue)
  - Charmes-en-l'Angle (à une date inconnue)
  - Curmont (à une date inconnue)
  - Germaines ne déplore aucune victime lors des conflits
  - Hâcourt ne déplore aucune victime lors des conflits
  - Mouilleron (à une date inconnue)
  - Paroy-sur-Saulx (à une date inconnue)
  - Valleroy (en 2009)
- Marne :
  - Bannay (en 2007)
  - Courjeonnet (à une date inconnue)
  - Courtagnon ne déplore aucune victime lors des conflits
  - Dampierre-au-Temple (à une date inconnue)
  - La Chapelle-sous-Orbais (en 2007)
  - Mondement-Montgivroux (à une date inconnue)
  - Saint-Hilaire-au-Temple (à une date inconnue)
  - Saint-Léonard (en 2008)
  - Saint-Thomas-en-Argonne (en 2011)
  - Vandeuil (à une date inconnue)
- Haut-Rhin :
  - Berentzwiller
  - Liebenswiller (en 2013)
  - Lucelle ne déplore aucune victime lors des conflits
  - Willer (en 2011)
  - Wolfersdorf (en 2009)
- Meurthe-et-Moselle :
  - Erbéviller-sur-Amezule 1 mort pour la France, Plaque dans la mairie
  - Charmois
  - Gellenoncourt ne déplore aucune victime lors des conflits
- Meuse :
  - Domremy-la-Canne ne déplore aucune victime lors des conflits
  - Gussainville
  - Peuvillers
- Moselle :
  - Adaincourt
  - Adelange
  - Arriance
  - Aspach
  - Attilloncourt
  - Berling
  - Coin-sur-Seille, monument commun situé dans la commune voisine Pournoy-la-Chétive
  - Colligny-Maizery
  - Conthil
  - Destry
  - Glatigny
  - Hilsprich
  - Holling
  - Maizeroy
  - Many
  - Marimont-lès-Bénestroff ne déplore aucune victime lors des conflits
  - Marsilly
  - Métairies-Saint-Quirin
  - Molring
  - Plesnois
  - Richeval
  - Stuckange
  - Suisse
  - Tritteling-Redlach
  - Vany
  - Villers-sur-Nied
  - Viviers
- Vosges :
  - Frenelle-la-Petite
  - La Neuveville-devant-Lépanges
  - Lemmecourt
  - Morville ne déplore aucune victime lors des conflits

### Guadeloupe
- Guadeloupe :
  - Deshaies (en 2012)

### Hauts-de-France
- Aisne :
  - Deuillet
  - Étrépilly
  - Germaine
  - Gibercourt
  - Goudelancourt-lès-Berrieux
  - Gronard
  - Lempire, jusqu'en 2012[6].
  - Quincy-Basse
  - Saint-Clément
- Nord :
  - Choisies
  - Dehéries
- Oise :
  - Aux Marais ne déplore aucune victime lors des conflits
  - Laverrière ne déplore aucune victime lors des conflits
- Pas-de-Calais :
  - Avondance[7]
  - Bimont[8]
  - Boisdinghem[9]
  - Boisleux-Saint-Marc[10]
  - Boubers-lès-Hesmond[11]
  - Couturelle[12]
  - Guigny[13]
  - Guinecourt[14]
  - Monchiet[15]
- Somme :
  - Agenville
  - Armancourt
  - Boussicourt
  - Chirmont
  - Courcelles-sous-Thoix ne déplore aucune victime lors des conflits
  - Creuse ne déplore aucune victime lors des conflits
  - Dancourt-Popincourt
  - Épécamps ne déplore aucune victime lors des conflits
  - Éterpigny
  - Fay  ne déplore aucune victime lors des conflits
  - Le Cardonnois
  - Marestmontiers
  - Méréaucourt ne déplore aucune victime lors des conflits
  - Montonvillers ne déplore aucune victime lors des conflits
  - Saint-Léger-sur-Bresle
  - Saulchoy-sous-Poix
  - Ugny-l'Équipée
  - Warvillers ne déplore aucune victime lors des conflits

### Île-de-France
- Essonne :
  - Bois-Herpin
  - Les Ulis, commune créée dans les années 1970
  - Mauchamps
- Seine-et-Marne :
  - Le Plessis-Placy
  - Sept-Sorts
  - Villiers-en-Bière
- Val-d'Oise :
  - Le Plessis-Luzarches
  - Menouville
  - Moussy

### Martinique
- Sainte-Luce ne possède ni plaque, ni monument aux morts jusqu'en 2008[16]

### Normandie
- Calvados :
  - Heuland
  - Le Manoir ne déplore aucune victime lors des conflits[5],[17]
- Eure :
  - Dardez
  - Saint-Benoît-des-Ombres
  - Thierville ne déplore aucune victime lors des conflits
- Manche :
  - Beuzeville-au-Plain
  - Branville-Hague
  - Macey
  - Vernix n'a pas de monument communal, le monument paroissial est constitué d'un vitrail dans l'église Saint-Louis
  - Villiers-le-Pré
- Orne :
  - Champ-Haut (en 2009)
  - Le Champ-de-la-Pierre (en 2011)
  - Neuville-près-Sées
- Seine-Maritime :
  - Bois-l'Évêque n'a pas de monument communal, le monument paroissial est constitué d'une plaque dans la nef de l'église Notre-Dame-du-Silex
  - Colmesnil-Manneville ne déplore aucune victime lors des conflits
  - La Folletière, monument commun situé dans la commune voisine Fréville
  - Lestanville monument commun situé dans la commune voisine Saint-Ouen-le-Mauger
  - Pierreval n'a pas de monument communal, le monument paroissial est constitué d'une plaque dans l'église Saint-Martin
  - Puisenval monument commun situé dans la commune voisine Grandcourt
  - Mathonville
  - Touffreville-la-Cable ne déplore aucune victime lors des conflits

### Nouvelle-Aquitaine
- Charente-Maritime :
  - Chaunac
- Corrèze :
  - Lagraulière, jusque dans les années 1970. L'absence de monument jusqu'à cette date résulte d'une volonté politique locale[18].
  - Palazinges ne déplore aucune victime lors des conflits du XXe siècle[19].
  - Toy-Viam ne possède pas de monument. Une plaque est apposée dans la mairie. L'absence de monument résulte d'une volonté politique locale[18].
- Creuse :
  - Mansat-la-Courrière
- Dordogne :
  - Lolme (en 2008)
  - Orliac (en 2008
  - Saint-Jean-d'Ataux (en 2009)
- Lot-et-Garonne :
  - Monségur (en 2010)
- Pyrénées-Atlantiques :
  - Anos (en 2005
  - Pouliacq (à une date inconnue)
  - Ribarrouy (en 2012)

### Occitanie
- Ariège :
  - Antras
  - Mauvezin-de-Prat
- Gers :
  - Montégut-Savès
  - Nizas
  - Sauvimont
- Aude :
  - Berriac
  - Cassaignes
  - Clermont-sur-Lauquet
  - Fajac-en-Val
  - Galinagues
  - La Tourette-Cabardès
  - Massac
  - Miraval-Cabardès
  - Montirat
  - Plavilla
  - Saint-Couat-du-Razès
  - Saint-Sernin
  - Terroles
- Gard :
  - Bragassargues
  - Castelnau-Valence
  - Montmirat ne déplore aucune victime lors des conflits
  - Puechredon
  - Servas
  - Vissec, la plaque dans l'église tenant lieu de monument
- Hautes-Pyrénées :

- - Artigues
  - Camparan
  - Castéra-Lanusse
  - Casterets
  - Cazaux-Debat
  - Ens
  - Fréchendets
  - Gez-ez-Angles
  - Gonez
  - Gouaux
  - Hachan
  - Layrisse
  - Mazouau
  - Mingot
  - Montsérié
  - Oueilloux
  - Pailhac
  - Pouy
  - Ris
  - Sabalos
  - Sabarros
  - Sainte-Marie
  - Soréac
  - Talazac
  - Thuy
- Hérault :
  - Garrigues
  - Les Plans
  - Murles
- Lozère :
  - Gabriac
- Pyrénées-Orientales :
  - Caldégas[20]
  - Canaveilles[20]
  - Égat[20]
  - Felluns[20]
  - Fontrabiouse[20]
  - Glorianes[20]
  - Jujols[20]
  - Lansac[20]
  - Montalba-d'Amélie (ancienne commune)[20]
  - Nohèdes[20]
  - Pézilla-de-Conflent[20]
  - Prunet-et-Belpuig[20]
  - Thuès-Entre-Valls[20]
  - Valcebollère[20]
  - Villeneuve-des-Escaldes (ancienne commune)[20]
  - Vivès ne déplore aucune victime lors des conflits du XXe siècle[21]
- Tarn :
  - Courris
  - Peyregoux
- Tarn-et-Garonne :
  - Montastruc

### Provence-Alpes-Côte d'Azur
- Alpes-de-Haute-Provence :
  - Entrages
- Var :
  - Riboux